# Nils Lorens Sjöberg
Nils Lorens Sjöberg, född 4 december 1754 i Jönköping, död 13 mars 1822 i Stockholm, var en svensk ämbetsman och poet, ledamot av Svenska Akademien 1787–1822, stol 18.
Sjöberg föddes i Jönköping, där fadern var arbetskarl. Vid fjorton års ålder började sonen sina studier i Jönköpings skola och gjorde där, i synnerhet genom den lärde Håkan Sjögrens handledning, så snabba framsteg, att han efter sex år var mogen att besöka universitetet i Lund. Där var han inriktad på att bli präst, men ett misslyckat predikoförsök ändrade hans beslut. I stället ingick han som extra ordinarie kanslist i Utrikes expeditionen 1782. 
I huvudstaden väckte han snart uppseende som poet och vann i sällskapet Utile dulci, Vitterhetsakademien och Göteborgs vitterhetssällskap det ena skaldepriset efter det andra. Även i Svenska akademien vann han vid dess första prisutdelning andra priset för skaldestycket Gustaf Adolfs anträde till regeringen, då kungen själv vann det första för sitt äreminne över Lennart Torstenson. 
Sjöberg blev akademiledamot 1787 på en av de fem platser som akademien vid den första tillsättningen fick bestämma över. Som ämbetsman var hans framgångar inte så lysande. Först vid 52 års ålder (1812) blev han expeditionssekreterare. Bland hans dikter märks Skaldekonsten, Atheisten, Jordbrukaren, Odödligheten, Kyrkogården med flera. Hans Skaldestycken utkom 1796 och i en något utökad upplaga 1820. Sjöberg var ogift.